# Murad Huseynov
Pour les articles homonymes, voir Murad Huseynov (pianiste) et Huseynov.
Murad Hüseynov est un footballeur azerbaïdjanais né le 25 janvier 1989 à Makhatchkala en Union soviétique.

## Biographie

### Carrière
- 2006-2007 : FK Anji Makhatchkala ( Russie)
- 2008 : FK Chinnik Iaroslavl ( Russie)
- 2008 : Cheksna Tcherepovets ( Russie)
- 2009-2010 : FK Mladost Lučani ( Serbie)
- 2011-2012 : Qəbələ FK ( Azerbaïdjan)
- 2012-2013 : Sumqayit FK ( Azerbaïdjan)
- 2013 : FK Sloboda Užice ( Serbie)
- 2014-201. : FC Daugava ( Lettonie)[1]